# 縄文のビーナス

縄文のビーナス

縄文のビーナス（じょうもんのビーナス）は、長野県茅野市米沢の棚畑遺跡から出土した縄文時代中期頃の土偶。国宝に指定されている。

## 概要
妊婦を象っており、高さは27センチメートル、重さ2.14キログラムである。粘土に細かい雲母片が練りこまれているために、肌がうっすらと輝いているように見える。雲母片が練りこまれた土偶も例が少なく、ほかの土偶が体の一部を破壊されているものが大半であるのに対し、この縄文のビーナスはほぼ完全な形で見つかったことも珍しい。「土偶」の名称で国宝に指定されている。茅野市尖石縄文考古館所蔵。国宝になった中ッ原遺跡の仮面の女神も同館に所蔵されている。
1986年（昭和61年）9月8日に八ヶ岳山麓の長野県茅野市米沢に位置する棚畑遺跡から発掘された。当初は出土した遺跡の名前にちなんで『棚畑姫』と呼ばれたこともあった。
環状集落の中央広場の土坑に横たわる形で埋められており、ほぼ完全な状態で出土した。1989年（平成元年）6月12日の重要文化財指定を経て、1995年（平成7年）6月15日に縄文時代の遺跡から見つかったもののなかではじめて国宝に指定された。
2024年、棚畑遺跡の住居跡に茅野市出身の建築家藤森照信によって藤森式”竪穴住居『古過庵』が建設された。

## ギャラリー

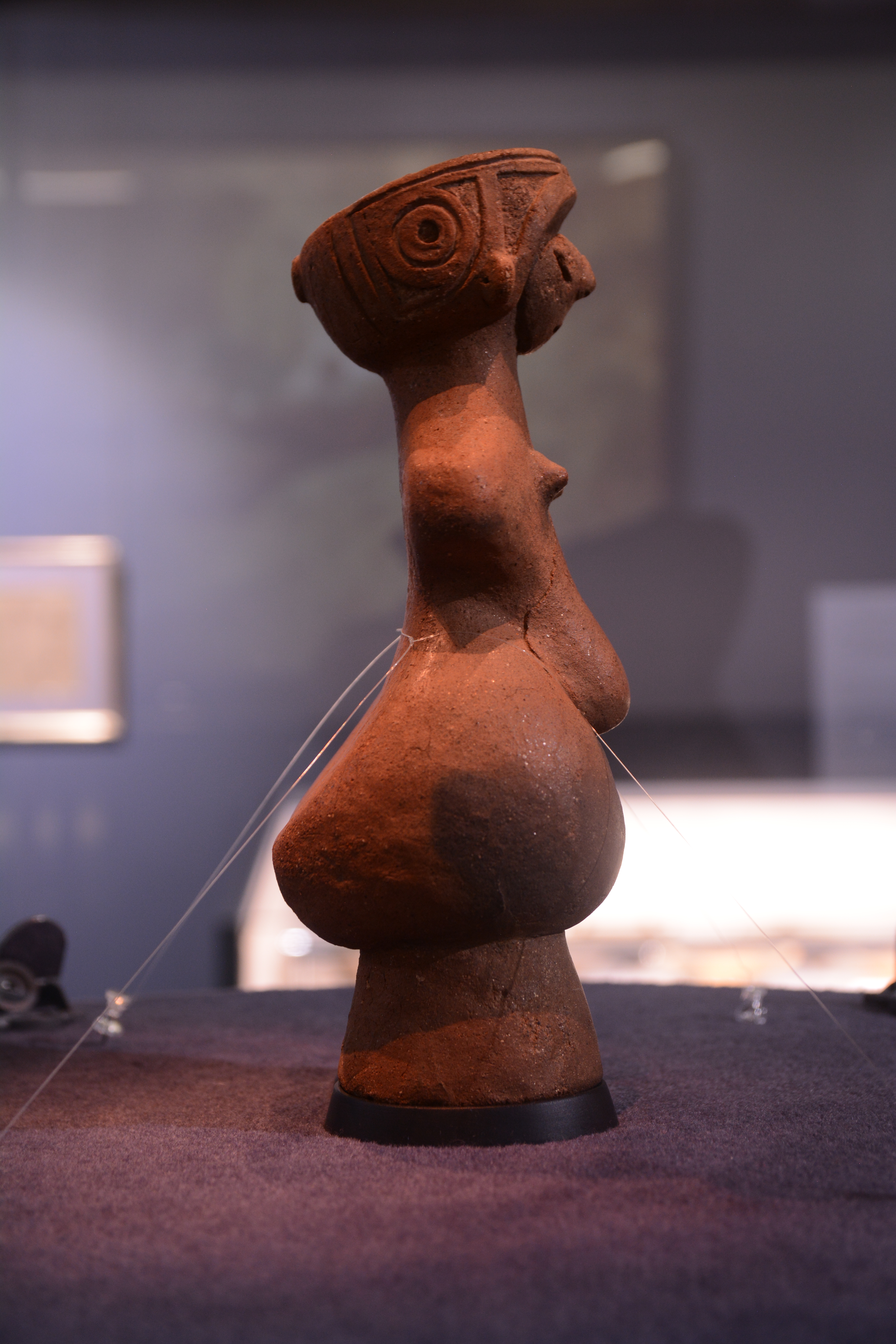
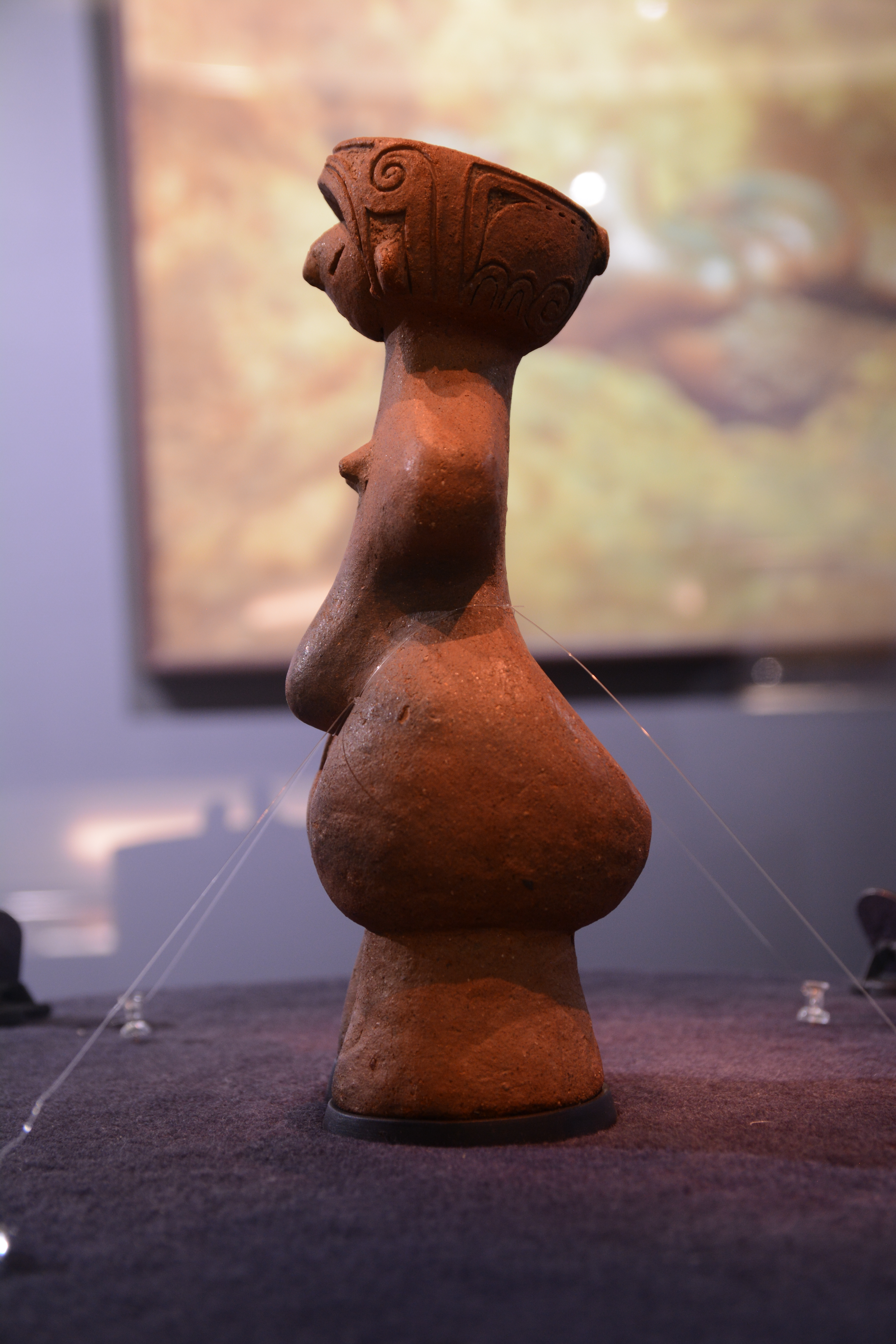